# Adolf von Seidlitz
Adolf Erdmann Friedrich Julius von Seidlitz und Ludwigsdorf, auch: von Seidlitz-Habendorf (* 17. Februar 1865 in Habendorf; † 25. Februar 1943 ebenda) war ein deutscher Verwaltungsbeamter, Fideikommissbesitzer und Parlamentarier.

## Leben
Er war ein Sohn des Major a. D. Friedrich von Seidlitz-Habendorf (1835–1894), Fideikommissherrn auf Ober- und Nieder-Habendorf und Peilau aus dessen erster Ehe mit Agnes von Sandreczki und Sandraschütz (1835–1879). Ernst Julius von Seidlitz-Sandreczki (1863–1930) war sein Bruder.
Adolf von Seidlitz studierte Rechtswissenschaften an der Ruprecht-Karls-Universität Heidelberg und der Georg-August-Universität Göttingen. 1883 wurde er Mitglied des Corps Saxo-Borussia Heidelberg. Nach dem Studium und der Promotion zum Dr. jur. trat er in den preußischen Staatsdienst ein. 1893 legte er bei der Regierung in Frankfurt das Regierungsassessor-Examen ab. Er wurde 1900 zunächst kommissarisch und 1901 endgültig zum Landrat des Landkreises Reichenbach (Eulengebirge) ernannt. Er war auch Landesältester der Schweidnitz-Jauerschen Fürstentumslandschaft sowie Rechtsritter des Johanniterordens. Im Dezember 1912 wurde Seidlitz unter Verleihung des Kronen-Ordens III. Klasse in den Ruhestand versetzt.
Er war Besitzer des Fideikommisses Habendorf. In der Preußischen Armee erreichte er in Friedenszeiten den Dienstgrad eines Rittmeisters. Im Ersten Weltkrieg wurde Seidlitz wiederverwendet. Er diente im Preußischen Kriegsministerium, zuletzt als Major der Reserve.
Von 1913 bis 1918 saß Seidlitz als Abgeordneter des Wahlkreises Breslau 7 (Waldenburg, Reichenbach) im Preußischen Abgeordnetenhaus. Er gehörte der Fraktion der Konservativen Partei (Preußen) an.
Bereits seit 1897 war Seydlitz mit Frede-Marie Burggräfin und Gräfin zu Dohna-Schlodien verheiratet, die Hochzeit fand im Heimatort der Braut, (Klein)-Kotzenau statt. Das Ehepaar hatte vier Kinder. Der älteste Sohn Friedrich von Seydlitz und Ludwigsdorf war Oberstleutnant und vor 1941 bereits Erbe und Besitzer von Habendorf mit Gnadenfrei-Seidlitzhof. Tochter Marie-Agnes heiratete den See-Offizier a. D. Heinrich von Götz, Tochter Frede-Marie den Grundbesitzer und Erbmarschall im Herzogtum Schlesien Adolf Graf von Seidlitz-Sandreczki. Der jüngere Sohn Ernst Julius von Seydlitz war mit Luise von Bergwelt liiert.